# Ureterstenose
Een ureterstenose is een vernauwing (stenose) van de urineleider (ureter).
Het gevolg hiervan is ophoping van urine in het nierbekken, waardoor de nier beschadigd raakt of zijn functie zelfs geheel verliest. Voor een stenose of strictuur is er geregeld erfelijke aanleg aantoonbaar of ze is het eindresultaat van een langgerekte reactie op een trauma zoals een slag in de nieren. In het Nederlands kan het woord stenose onder niet-medisch geschoolden verkeerd worden geassocieerd met steen of verstening, maar stenose betekent uitsluitend vernauwing (in medisch Grieks).

## Behandeling
Al of niet via laparoscopie wordt het stukje ureter met de stenose weggeknipt en worden de beide einden opnieuw verbonden, deze werkwijze heet (end-to-end) ureterreanastomose. Vroeger werd de vernauwing gekloofd met een uitklapbaar mesje op een staafje (met pistoolgreep) (= ureterolyse), maar ook dan moesten de beide uiteinden weer aan elkaar worden gehecht. De vernauwing kan echter ook optreden bij het "estuarium" van de nier, het nierbekken: hier spreekt men eveneens van een ureterreanastomose waarbij de ureter, na het wegknippen van de stenose, opnieuw (met behulp van een stent) in het nierbekken wordt gehecht. Die laatste ingreep wordt weleens pyelumplastiek of pyelumplastie genoemd: pyelum is medisch Grieks voor nierbekken. Samengevat houdt de enig juiste behandeling altijd wegknippen en opnieuw verbinden in.
Alleen wanneer de uroloog slechts een tijdelijk resultaat beoogt zoals om de urinedruk en nierpijn weg te halen bij een terminale kankerpatiënt, wordt er soms gedotterd in een ureter.

## Noot
1. ↑  Herkennen van een ureterletsel, p.16[dode link]

nier (ren) · urineleider (ureter) · urineblaas (vesica urinaria) · urinebuis (urethra)

nierbekken · nierkelk

nefron · juxtaglomerulair apparaat · kapsel van Bowman · glomerulus · distale tubulus contortus · lichaampje van Malpighi